# 第十届澳门国际电影节
第十届澳门国际电影节（英語：10th Macau International Movie Festival）2018年12月20日在澳门开幕，《无名之辈》和《无问西东》并列本届电影节最大赢家。

## 提名和得奖
| 最佳影片 - 《无名之辈》 – 饶晓志 - 《纹身：西部纵横》 – 陆一铜 - 《反贪风暴3》 – 林德禄 - 《无问西东》 – 李芳芳 - 《邪不压正》 – 姜文 - 《红海行动》 – 林超贤 - 《进京城》 – 胡玫 - 《妖猫传》 – 陈凯歌 - 《狄仁杰之四大天王》 – 徐克 - 《风语咒》 – 刘阔 | 最佳导演 - 胡玫 –《进京城》 - 徐克 –《狄仁杰之四大天王》 - 姜文 –《邪不压正》 - 陈凯歌 –《妖猫传》 - 林超贤 –《红海行动》                 |
| 最佳男主角 - 陈建斌 –《无名之辈》 - 王力宏 –《无问西东》 - 古天乐 –《反贪风暴3》 - 彭于晏 –《邪不压正》 - 赵文卓 –《纹身：西部纵横》 | 最佳女主角 - 章子怡 –《无问西东》 - 周韵 –《邪不压正》 - 海清 –《红海行动》 - 任素汐 –《无名之辈》 - 马伊琍 –《进京城》                   |
| 最佳男配角 - 潘斌龙 –《无名之辈》 - 张涵予 –《红海行动》 - 焦晃 –《进京城》 - 高亚麟 –《我是检察官》 - 林更新 –《狄仁杰之四大天王》 | 最佳女配角 - 王子文 –《进京城》 - 刘嘉玲 –《狄仁杰之四大天王》 - 许晴 –《邪不压正》 - 张雨绮 –《妖猫传》 - 邓丽欣 –《反贪风暴3》          |
| 最佳编剧 - 《被阳光移动的山脉》 –王强 - 《无问西东》 –李芳芳 - 《进京城》 –邹静之 - 《无名之辈》 –饶晓志、雷志龙 - 《拿摩一等》 –唐佩璐、陈丹路、徐艺、岳小焜、尤娜                                                                                       | 最佳摄影 - 《纹身：西部纵横》 – - 《被阳光移动的山脉》 –魏志杰 - 《红海行动》 –冯远文、黄永恒 - 《无问西东》 –曹郁 - 《伊阿索密码》 –李伟 |
| 最佳新人 - 戴韩安妮 –《我们的爱情》 | 最佳新锐导演 - 夏雯 –《外八行之黄金罗盘》 - 李珈西 –《恋恋不舍》                                                                          |
| 华语电影杰出贡献奖 - 崔宝珠 | 评委会大奖 - 《无问西东》 –李芳芳 |